# Episodi de L'allegra banda di Nick (settima stagione)
La settima stagione della serie televisiva L'allegra banda di Nick è stata trasmessa in anteprima in Canada dalla CBC Television tra il 10 settembre 1978 e il 28 gennaio 1979.
| nº | Titolo originale              | Titolo italiano | Prima TV Canada   | Prima TV Italia |
| -- | ----------------------------- | --------------- | ----------------- | --------------- |
| 1  | Return of the Hexman (Part 1) |                 | 10 settembre 1978 |                 |
| 2  | Return of the Hexman (Part 2) |                 | 17 settembre 1978 |                 |
| 3  | Sir Relic                     |                 | 24 settembre 1978 |                 |
| 4  | Where's Susie?                |                 | 1º ottobre 1978   |                 |
| 5  | Popping the Question          |                 | 15 ottobre 1978   |                 |
| 6  | Constable Sam Jones           |                 | 22 ottobre 1978   |                 |
| 7  | The Talking Stick             |                 | 29 ottobre 1978   |                 |
| 8  | Eye in the Sky                |                 | 5 novembre 1978   |                 |
| 9  | Graveyard Shallows            |                 | 12 novembre 1978  |                 |
| 10 | Serpents Tooth                |                 | 26 novembre 1978  |                 |
| 11 | The Ship That Wouldn't Die    |                 | 3 dicembre 1978   |                 |
| 12 | The Last of the Handliners    |                 | 17 dicembre 1978  |                 |
| 13 | Bandits                       |                 | 24 dicembre 1978  |                 |
| 14 | Maiden Voyage                 |                 | 31 dicembre 1978  |                 |
| 15 | Jo-Jo                         |                 | 7 gennaio 1979    |                 |
| 16 | Welcome Swimmer               |                 | 14 gennaio 1979   |                 |
| 17 | The Premier                   |                 | 21 gennaio 1979   |                 |
| 18 | Firewind                      |                 | 28 gennaio 1979   |                 |